# Palazzo Gallenga Stuart
Le Palazzo Gallenga Stuart  (Palazzo Antinoriau XVIIIe siècle)  est un palais qui se situe au no 4 Via Fortebraccio à Pérouse et qui est le siège de l'université pour étrangers de Pérouse.

## Histoire
Le palais en style baroque a été édifié à l'initiative de Giuseppe Antinori, pour devenir la demeure de la noble famille Antinori de Pérouse.
En 1720, le jeune Carlo Goldoni, résidant à Pérouse à la suite de son père médecin réalisa, dans la dénommée Sala Goldoniana du palais, sa première représentation.
La façade qui se caractérise par de grands blocs de fenêtres, des corniches en brique et des piliers, a été réalisée par Pietro Carattoli entre 1748 et 1758, d'après un projet de l'architecte romain Francesco Bianchi.
En 1875, le palais fut acheté par Romeo Gallenga Stuart (it) et prend son nom actuel. En 1926 le comte Gallenga Stuart céda le palais à la commune de Pérouse et, en 1927, celui-ci devient le siège de l'université pour étrangers.
En 1931, le mécène américain Frederick Thorne Rider, devenu citoyen honoraire de Pérouse, fit une forte donation à l'université permettant la réalisation de la façade postérieure ainsi qu'une nouvelle aile du palais.

## Architecture
L'architecture du Palazzo Cesaroni est de style baroque.

## Œuvres remarquables
Son vestibule et son grand escalier d'entrée.
À l'intérieur de l'Aula Magna est conservé le cycle de fresques Apoteosi di Roma réalisées par le peintre Gerardo Dottori dans les années 1930.